# Birka und Hovgården
Birka und Hovgården sind archäologische Fundstätten auf den zwei benachbarten Inseln Björkö und Adelsön im Mälarsee in Schweden. Birka war vom 8. bis zum 10. Jahrhundert der wichtigste Handelsplatz Skandinaviens und Hovgården ein königlicher Wohnsitz. Beide geben Zeugnis vom Handelsnetz der Wikinger in den 200 Jahren, in denen diese wirtschaftlich und politisch in Europa expandierten und wurden 1993 in die Liste des Weltkulturerbes aufgenommen.

## Namensherkunft
Anders als das schwedische Wort björkö als Bezeichnung der heutigen Insel zunächst vermuten lässt, bedeutete der Name ursprünglich nicht „Birkeninsel“. Das altnordische Wort birk mit der Bedeutung ‚Handelsplatz‘ bezeichnet einen abgegrenzten Bereich, für den besondere Regeln und Rechte gelten (altschwedisch bjærkøa rætter). Es geht auf westgermanisch *bῑrek ‚Bereich‘ zurück und ist mit friesisch birik ‚Bereich‘ verwandt. Birka wird gelegentlich als Schwedens erste Stadt bezeichnet, auch wenn es zur Zeit seiner Blüte noch kein Staatsgebilde namens „Schweden“ gab, sondern lediglich das Siedlungsgebiet der Svear.

## Geschichte

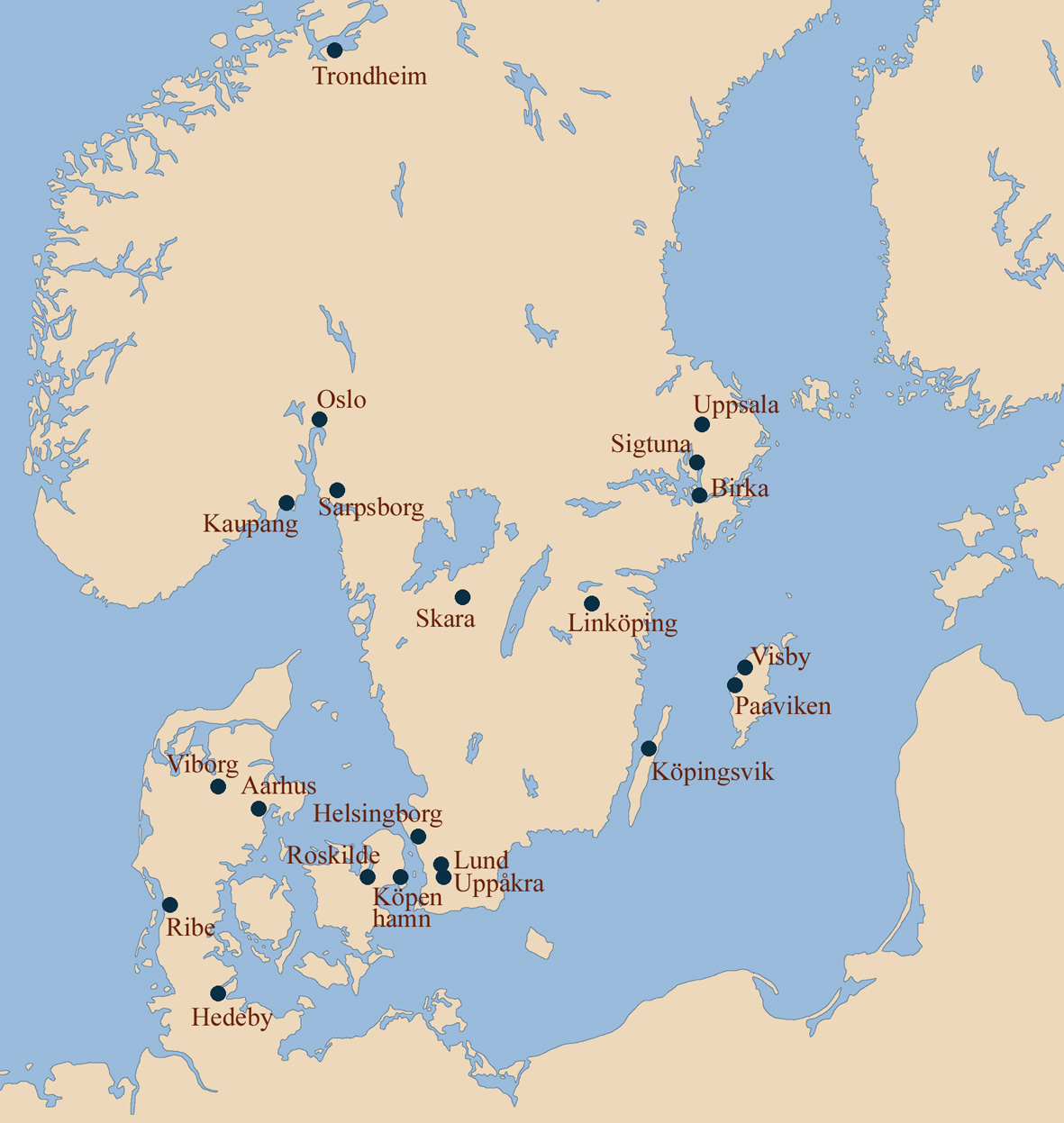
Handelsplätze der Wikingerzeit

Bereits vor dem 9. Jahrhundert n. Chr. entstanden in Nordeuropa Handelszentren der Wikinger, darunter Ribe in Westjütland an der Nordsee, Haithabu in Schleswig an der Ostsee und Staraja Ladoga in Russland am Ladogasee. Birka wurde um 790 n. Chr. auf einer Insel im Mälaren gegründet, damals einer Einbuchtung der Ostsee. Die heutige Uferlinie des drittgrößten Sees Schwedens um Björkö liegt infolge der postglazialen Landhebung etwa fünf Meter tiefer als die damalige Küstenlinie. Die Insel in geschützter Lage war auf dem Wasserweg durch die Meerengen bei den heutigen Städten Stockholm und Södertälje mit der Ostsee verbunden. Die Gründung des Handelsplatzes diente der Erweiterung und Kontrolle des Handels im Ostseegebiet, der hauptsächlich auf Tauschgeschäften basierte und über Schifffahrtsrouten erfolgte.
Gehandelt wurde in Birka neben Bernstein, Pelzen und Geweihen auch Eisen aus dem heutigen Bergslagen. Ausgrabungen brachten Spuren eines größeren Siedlungsplatzes zutage, rund 3000 Gräber wurden gefunden. Zu den Fundstücken zählen Schmuckstücke, Silbermünzen, Glasperlen und Glasbecher sowie Seidetextilien, Gewürze und Keramikgefäße. Sie weisen auf ausgedehnte Handelsnetze beziehungsweise lange Reisen hin und wurden teils in weit entfernten Gegenden eingetauscht oder geplündert. Objekte aus der Frühzeit Birkas zeigen Kontakte mit den Herrschaftsgebieten der Araber – wie etwa ein Ring mit eingravierten Kufi-Schriftzeichen – sowie dem Khaganat der Chazaren, später auch zum Rheinland und Gebieten in West- und Südeuropa. Ungefähr zwei Jahrhunderte war Birka ein bedeutender Handelsplatz für Nordeuropa. Die Siedlung hatte in ihrer Blütezeit etwa 700 Einwohner. Auf der Nachbarinsel Adelsön wurde später ein Königshof errichtet (siehe Alsnö hus).
Aus schriftlichen Quellen geht hervor, dass der Mönch Ansgar im Jahr 830 nach Birka kam, um das Christentum zu verbreiten. Er verbrachte dort anderthalb Jahre; doch nur wenige Einwohner – meist aus den unteren Schichten – ließen sich taufen. Eine zweite Missionsreise im Jahr 852 war noch weniger erfolgreich. Der letzte christliche Priester auf Birka, Bischof Unni, verstarb laut Adam von Bremen im Jahr 936 und wurde dort begraben.

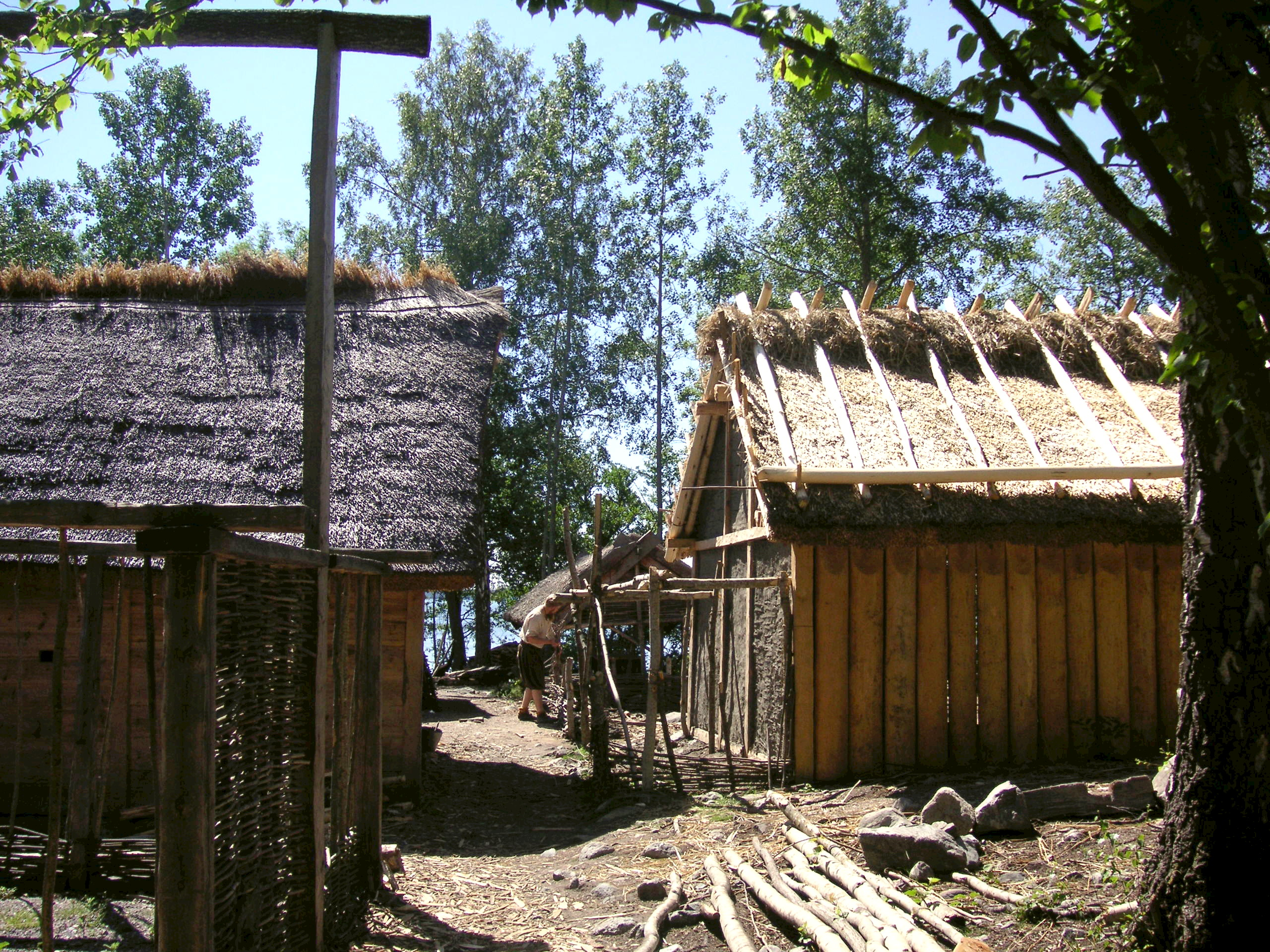
Rekonstruktion von Häusern
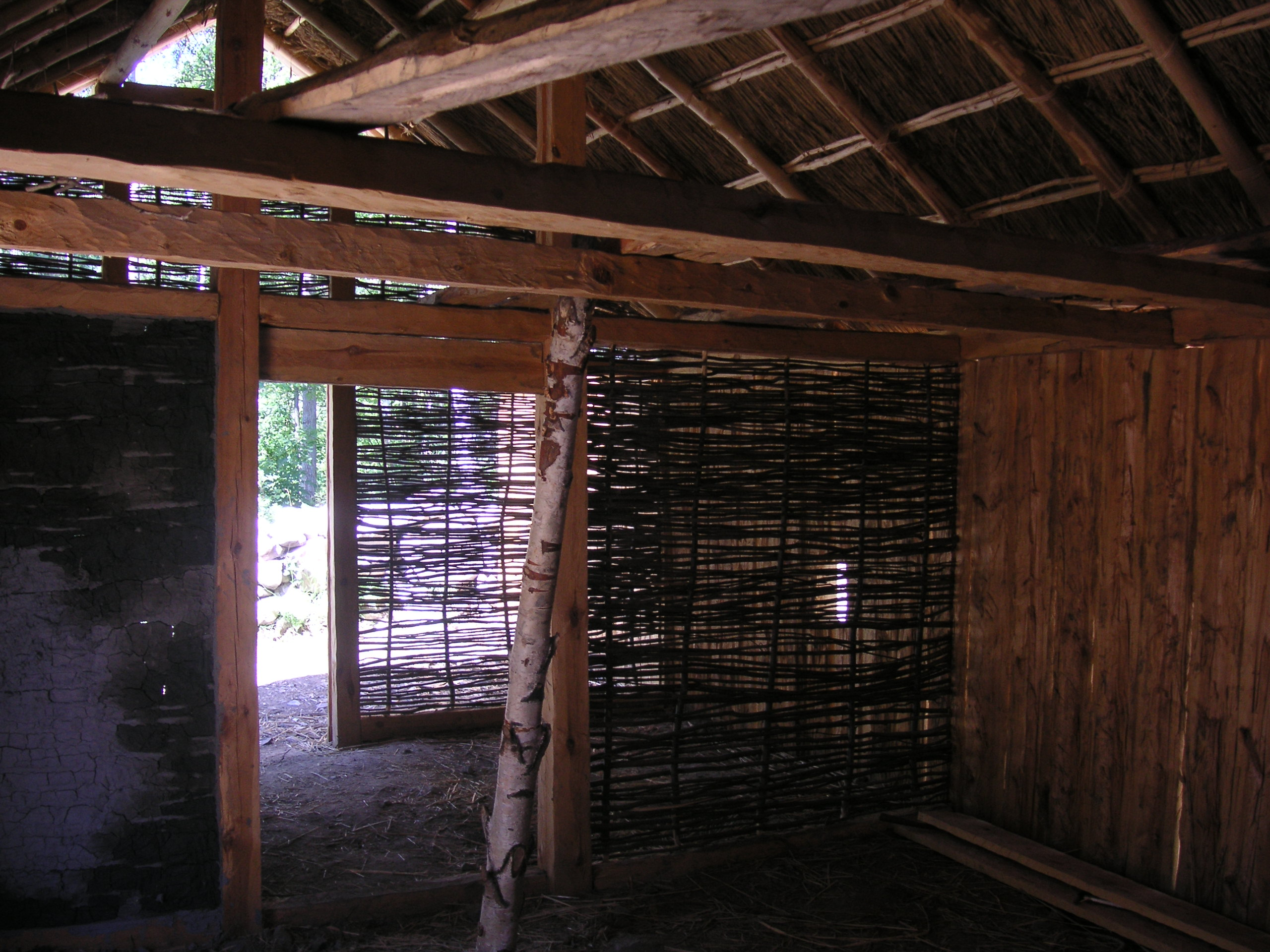
Rekonstruktion von Häusern
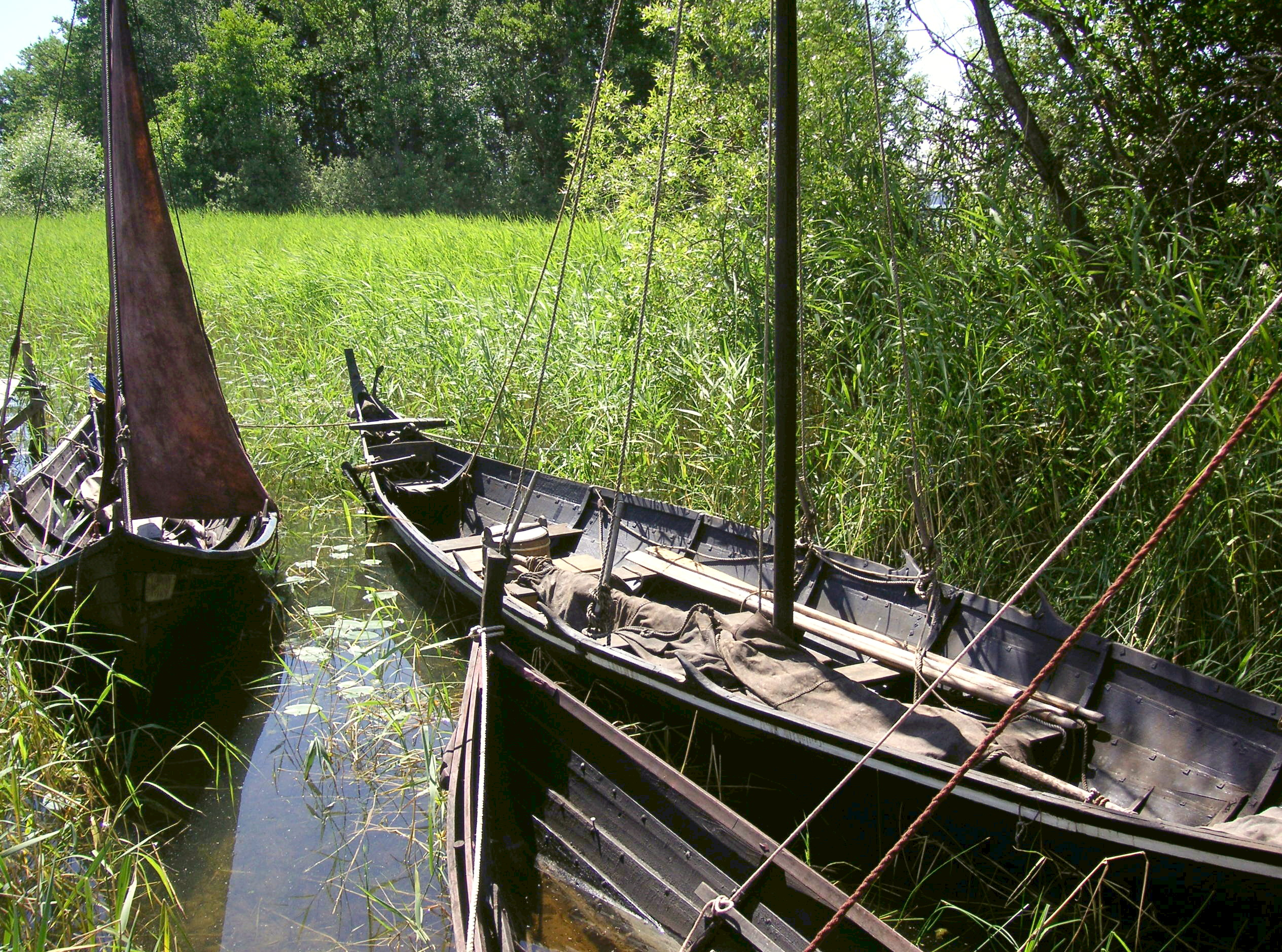
Rekonstruktion von Booten
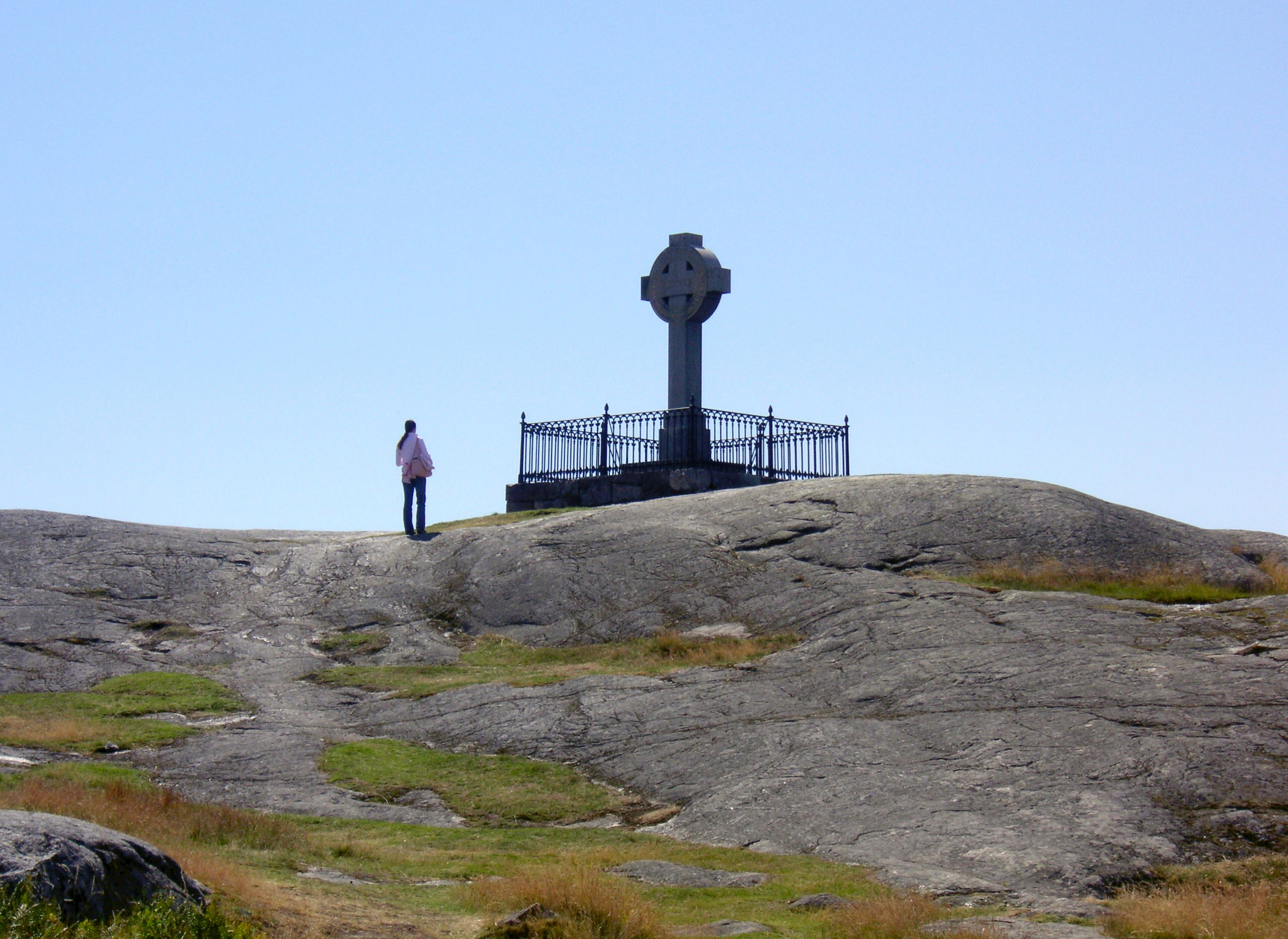
Ansgars Kreuz auf Birka

## Der Niedergang Birkas
Ende des 10. Jahrhunderts haben die Menschen Birka verlassen. Die Gründe sind immer noch unklar. Es sind keine Spuren einer Plünderung von Birka entdeckt worden, allein die benachbarte Burg brannte ungefähr zu dieser Zeit. Gleichzeitig wurde am Mälaren auf dem Festland an der Fahrstraße nach Alt-Uppsala eine neue Siedlung angelegt, das von Erik Segersäll 970 gegründete Sigtuna, das Birkas Rolle als Handelsplatz übernahm. Sigtuna gilt heute als erste noch existierende Stadt Schwedens.

## Hovgården auf Adelsön

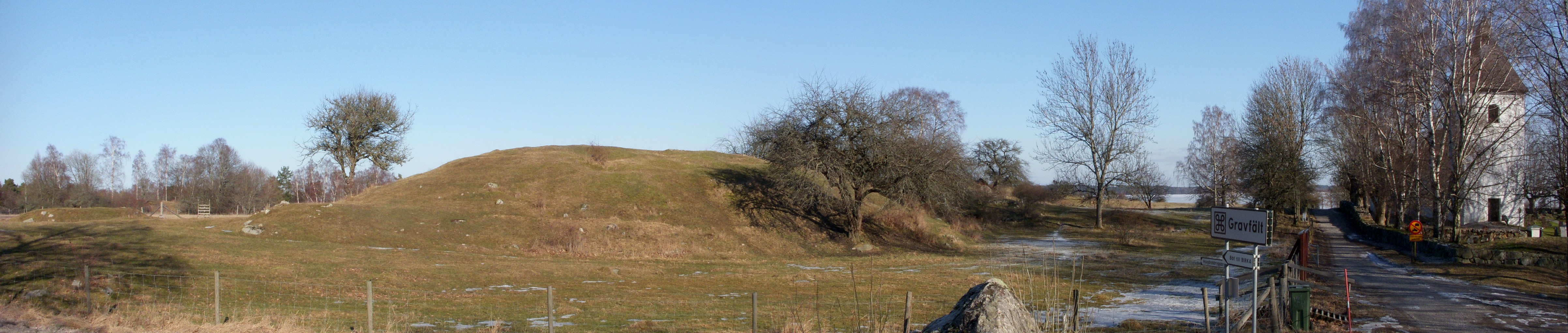
Die Kungshögarna (Königshügel) von Hovgården

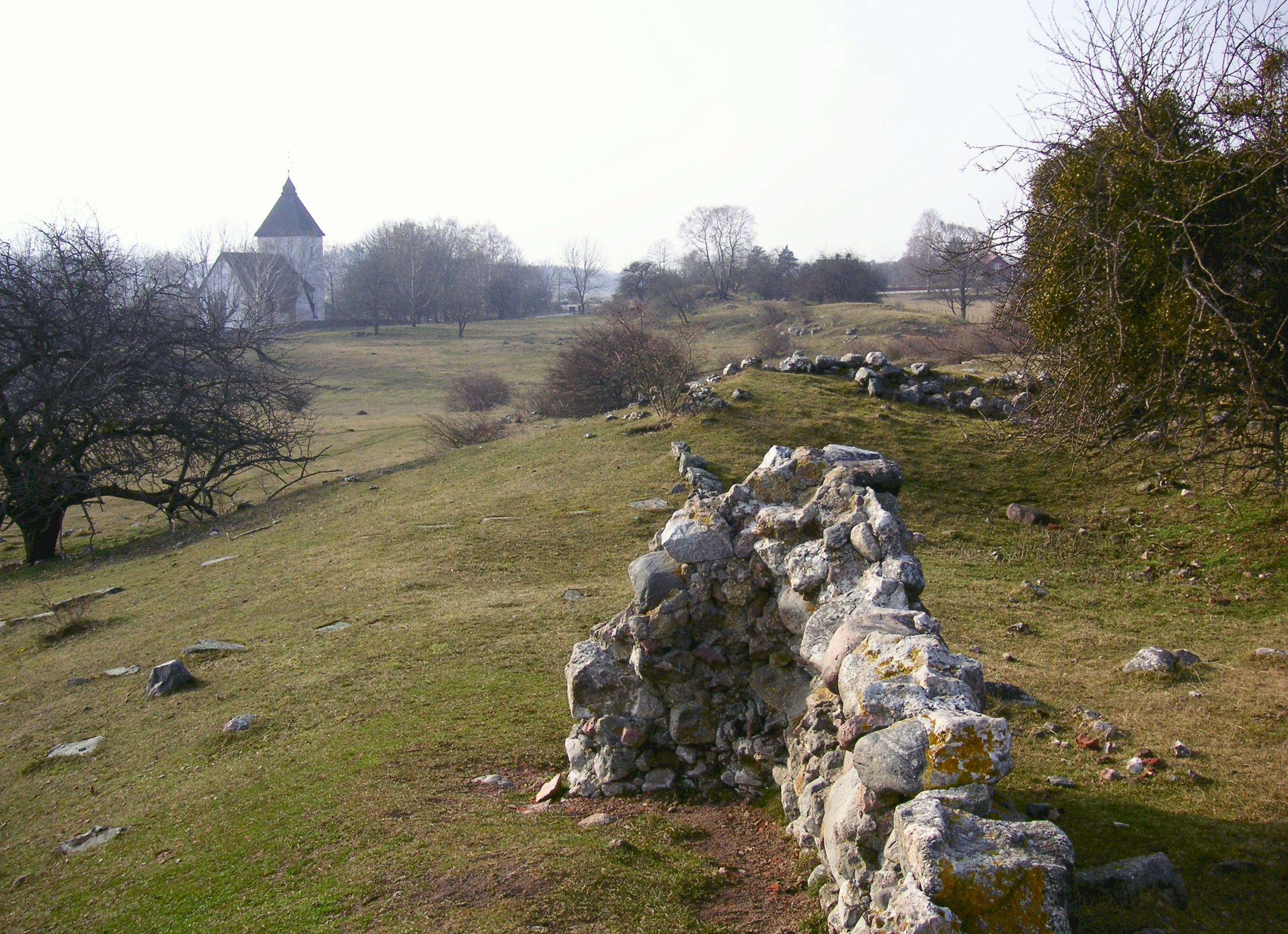
Hovgården, Ruine Alsnöhus und Adelsö kyrka, März 2008

Auf der benachbarten nördlich gelegenen Insel Adelsön im Hovgården hatte der König seinen Wohnsitz. Von hier aus regierte er das Geschehen auf Birka. Es gab einen Hafen, an dessen Einfahrt der Runenstein Håkanstenen errichtet war. Hier gab es einen Thingplatz und in den großen Hügelgräbern (kungshögar) wurden die verstorbenen Könige begraben. Die weiter nördlich gelegene Wallburg Skansberget diente zum Schutz und der Verteidigung von Hovgården. Weiterhin befinden sich hier auch die Ruinen von Magnus Ladulås Palast Alsnöhus aus dem 13. Jahrhundert und vermutlich eine der ersten Kirchen Schwedens aus dem 12. Jahrhundert, Adelsö kyrka.
Nach dem Ende Birkas wurde der Königshof auf der Insel Adelsön zwar weiterhin genutzt, aber durch die Entvölkerung Birkas verlor er seine ursprüngliche Bedeutung.

## Archäologische Untersuchungen

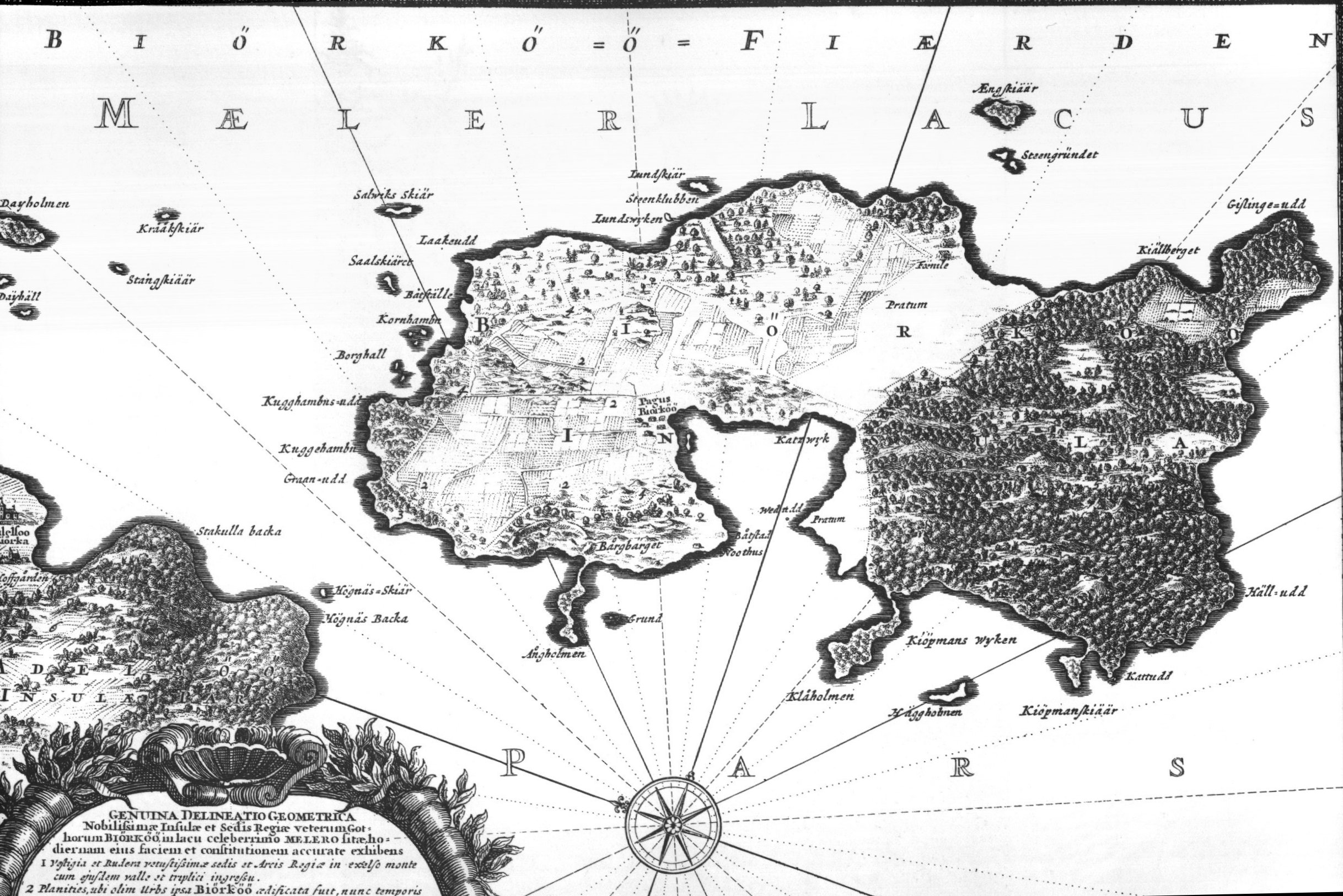
Karte der Insel Björkö um 1700

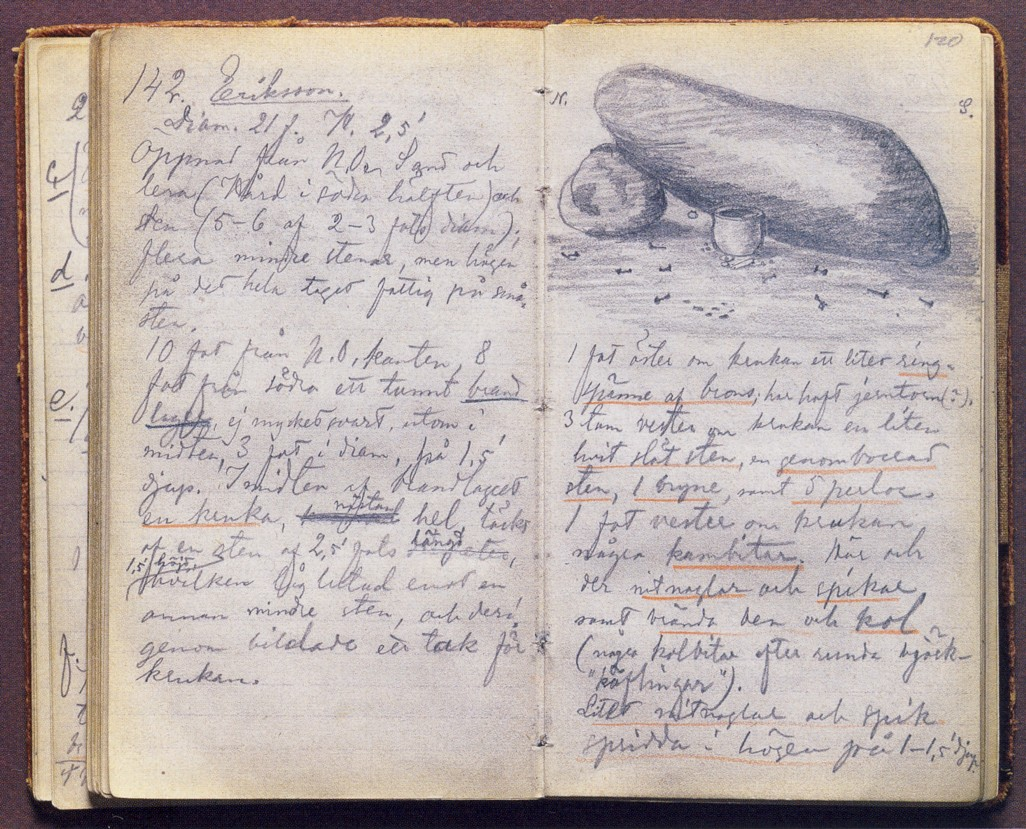
Hjalmar Stolpes Aufzeichnungen von 1875

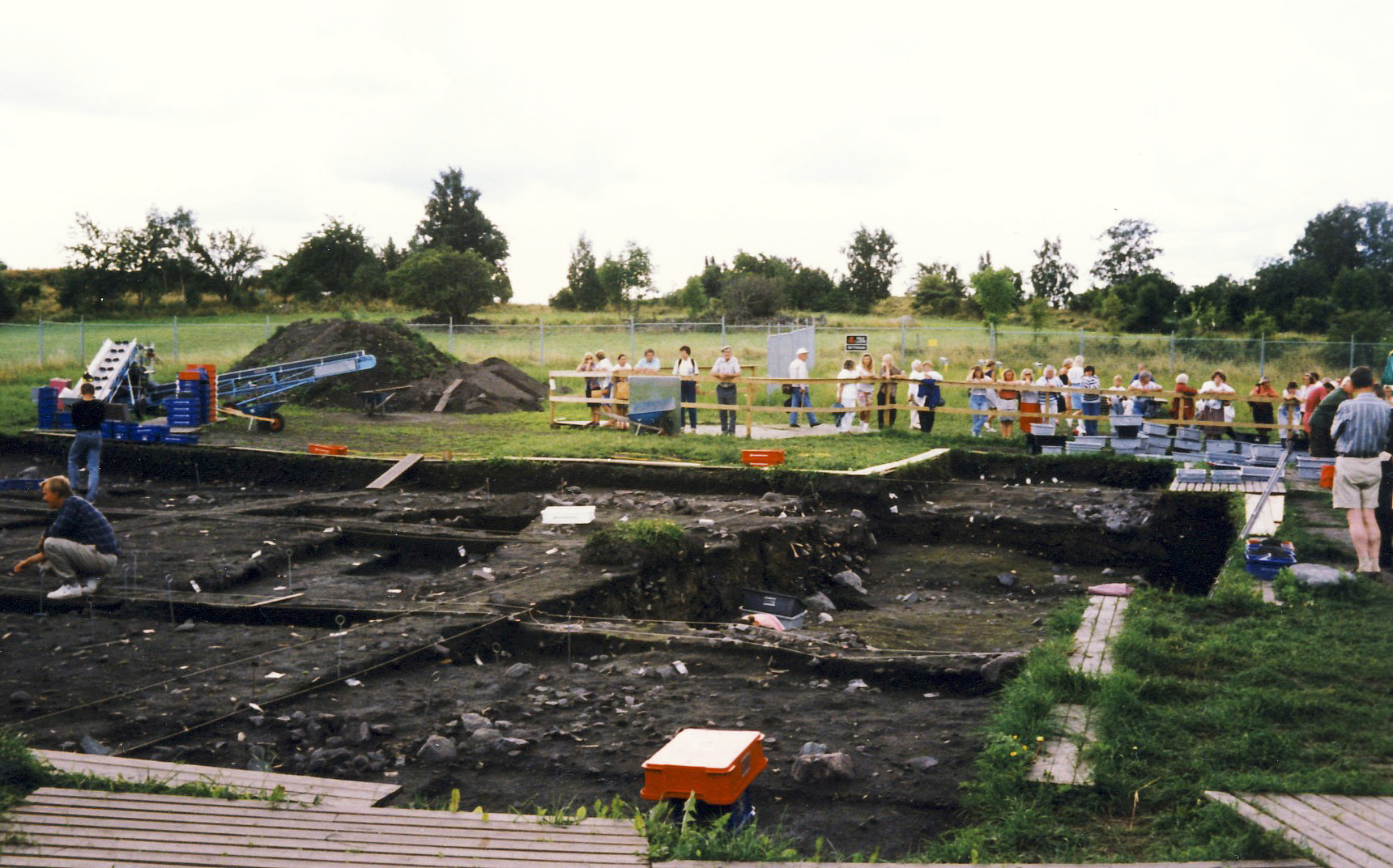
Ausgrabungen in der „Schwarzen Erde“ 1991

Die typischen Merkmale der Kulturlandschaft auf Björkö sind die vielen Grabhügel mit ungefähr 2300 Gräbern. Sie umgeben die Siedlung Birka und die Burg in einem weiten Ring. Es war wohl schon immer sehr verlockend, diese Grabhügel zu untersuchen. Die ersten dokumentierten Untersuchungen von Birka stammen aus der Zeit um 1680 und wurden von einem der ersten Reichsantiquare Schwedens, Johan Hadorph (1630–1693), unternommen. Er fand „schwarze Kohle verbrannter Häuser, auf denen die Bauern ihre fettesten Äcker hatten“. Das waren die Ablagerungen des einstigen Siedlungsplatzes, der auch heute noch „Schwarze Erde“ (svarta jorden) genannt wird. Hadorph war davon überzeugt, dass es sich hier um das Birka der Wikingerzeit handelte. Der zu dieser Zeit beste Kartograf, Carl Gripenhjelm (1655–1694), fertigte eine Karte von Björkö und der Südspitze von Adelsö an.
Im Jahr 1825 begann ein schottischer Amateur, Alexander Seton, mit den ersten systematischen Ausgrabungen der Gräberfelder. Er grub drei Jahre lang eine Reihe von Grabhügeln durch und konnte zeigen, wie jahrhundertelanger Ackerbau in Björkö-Dorf alle Spuren der früheren Besiedlung zwischen der Burg und dem nördlichen Gräberfeld, „Hemland“, ausgetilgt hatte.
Im Oktober 1871 kam Hjalmar Stolpe (1841–1905), ausgebildeter Entomologe, auf die Insel, um Bernstein zu suchen und um im Bernstein eingeschlossene Insekten zu studieren. Er fand Bernstein, natürlichen und bearbeiteten, aber hauptsächlich machte er eine Reihe archäologischer Funde, beispielsweise gespaltene Tierknochen, die er als Speisereste deutete. Stolpe grub, untersuchte und dokumentierte zehn Jahre lang die Gräberfelder und die „Schwarze Erde“. Er legte den Grundstein für alle kommenden Forschungen über Birka. Sein bedeutendster Fund war ein Silberschatz mit 450 islamischen Münzen, die er 1872 fand. Die Münzen lagen auf einem eisernen Teller zusammen mit einer großen Anzahl silberner Schmuckstücke. Die Funde Stolpes sind heute die Basis des schwedischen Dokumentarmaterials aus der Wikingerzeit. Viele seiner magazinierten Funde sind bis heute noch nicht wissenschaftlich ausgewertet.
Weitere Untersuchungen folgten im 20. Jahrhundert. Zwischen 1932 und 1934 suchte der schwedische Archäologe Holger Arbman vergeblich nach der Kirche Ansgars. Von 1969 bis 1971 untersuchten Björn Ambrosiani und Birgit Arrhenius das Hafenbecken und wiederum die „Schwarze Erde“ sowie Grabhügel. Arrhenius konnte nachweisen, dass schon zu Christi Geburt, also während der skandinavischen Bronzezeit, der größte Grabhügel angelegt wurde. In den Jahren 1990 bis 1995 grub wiederum Björn Ambrosiani und sein Team in der „Schwarzen Erde“, es waren die ersten professionellen und wissenschaftlichen Ausgrabungen, die im eigentlichen Siedlungsgebiet stattfanden. Seit 1996 hat Lena Holmquist Olausson Untersuchungen im Burgwall durchgeführt sowie in der Nähe des heutigen Dorfs Björkö. Seit 2008 wird erneut die Unterwasserpalisade im Hafenbecken von Marinearchäologen untersucht. Ständig wird das Bild von Birka und seinen Bewohnern vervollständigt und berichtigt.

## Der Totenkult

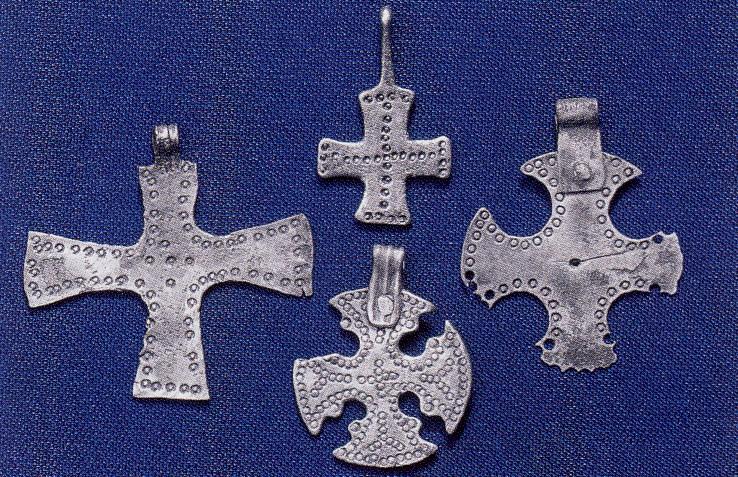
Silberkreuze aus Frauengräbern in Birka aus dem 10. Jahrhundert

Ende des 19. Jahrhunderts ließ Hjalmar Stolpe rund 1200 der etwa 3000 Gräber untersuchen, die als kleine Buckel in einem lichten Laubwald östlich der Siedlung liegen. Man fand Bronzegeschirr, kostbares Glas, Seide, Schmuck, Töpferwaren und Waffen, aber auch Speisen, Getränke, Kleidung und Tiere. Die Bestatteten könnte man nach heutigen Begriffen durchweg als recht wohlhabend bezeichnen.
Zum typischen Frauenschmuck der Epoche, wie er auch in den Frauengräbern von Birka gefunden wurde, gehörten neben Armreifen, Ringen und Spangen vor allem zwei große Fibeln, mit denen ein Übergewand zusammengehalten wurde, sowie eine meist runde Fibel, die den Mantel hielt. Besonders reich war das Grab 854 ausgestattet. Die Tote war mit ihrem Schmuck, (Ketten, Spangen, Fibeln) und einem Eisenreif mit Thorhämmern als Anhängern beerdigt worden. Dazu hatte man ihr eine große Bronzeschüssel, ein Kästchen mit Kamm und gläsernem Gnidelstein, einen Weinkrug, einen kostbaren gläsernen Weinbecher aus dem Rheinland sowie zwei Eimer mit ins Grab gelegt. Ein besonderes Stück war eine geschnitzte Tafel aus Walknochen und ein runder, gläserner Stein. Solche Platten fanden sich in den Gräbern von wohlhabenden Frauen vor allem in Norwegen, aber auch in Dänemark, auf Orkney und in Schweden.
Um eine aktuelle Studie über Knochen der Schwertmaid aus Birka ist eine wissenschaftliche Debatte entflammt: Darin wurde behauptet, neue DNA-Analysen hätten ergeben, dass in dem bereits im Jahr 1878 geöffneten Grab 581 eine hochrangige Kriegerin bestattet worden sei. Das Grab enthielt neben einem Langschwert, einer Streitaxt, Speer und Pfeilen, Schilden und einem Messer zwei Pferdeskelette mit Steigbügeln. Eine genetische Verwandtschaft bestehe zu den Bewohnern des heutigen südlichen Schwedens, Englands, Schottlands, der Orkney-Inseln und Norwegens sowie in geringerem Maße zu den Bewohnern Litauens und Lettlands. Heftige Kritik an dieser Studie wurde von Judith Jesch, Professorin für Wikingerstudien der Universität Nottingham, geäußert, die methodische Mängel anprangert: So bestehen Ungewissheiten über die tatsächliche Herkunft der Knochen aus betreffenden Grab. Außerdem soll teilweise veraltete Literatur zitiert und angeführte Literatur falsch interpretiert worden sein.
Mehr als die Hälfte der Toten in den Grabhügeln Birkas wurden verbrannt, d. h. nichtchristlich bestattet. Der Leichenbrand des Verstorbenen, zusammen mit verbrannten Grabbeigaben, wurde oft in Keramikgefäßen beigesetzt. Man zeigte große Fürsorge für die Toten und glaubte an ein Leben nach dem Tode. Die Grabhügel Birkas sind in einem weiten Bogen von Norden (Hemlanden) nach Süden hin nahe der Siedlung angeordnet, was so zu deuten ist, dass man seine Toten in der Nähe haben wollte. Ein Teil der nicht christlich bestatteten Toten hatte Grabbeigaben mit christlichen Symbolen wie Silberkreuze und Kruzifixe. Wieder andere Verstorbene wurden in Ost-West-Richtung unverbrannt und ohne Grabbeigaben begraben.

## Birka und Björkö heute

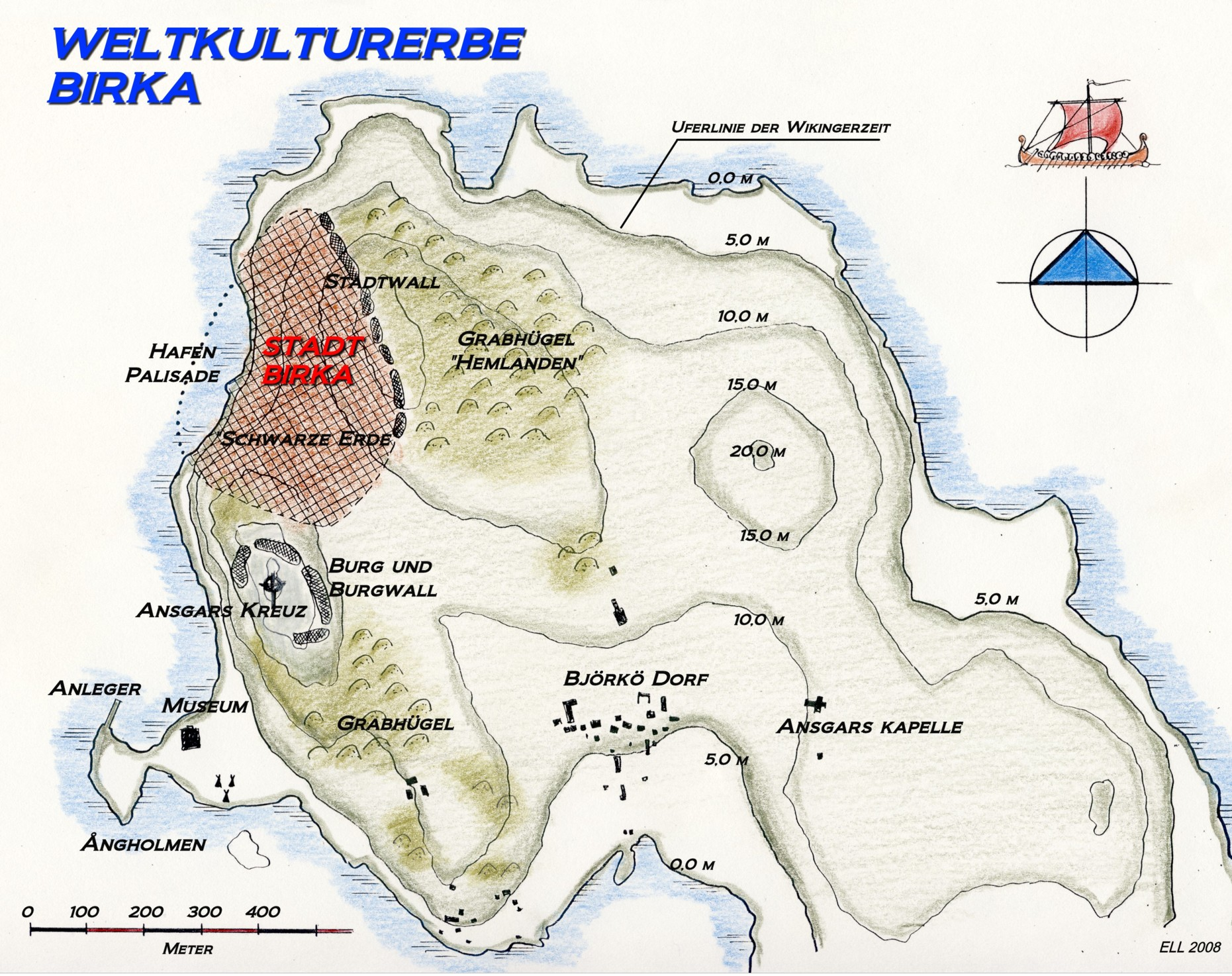
Lageplan von Birka auf Björkö

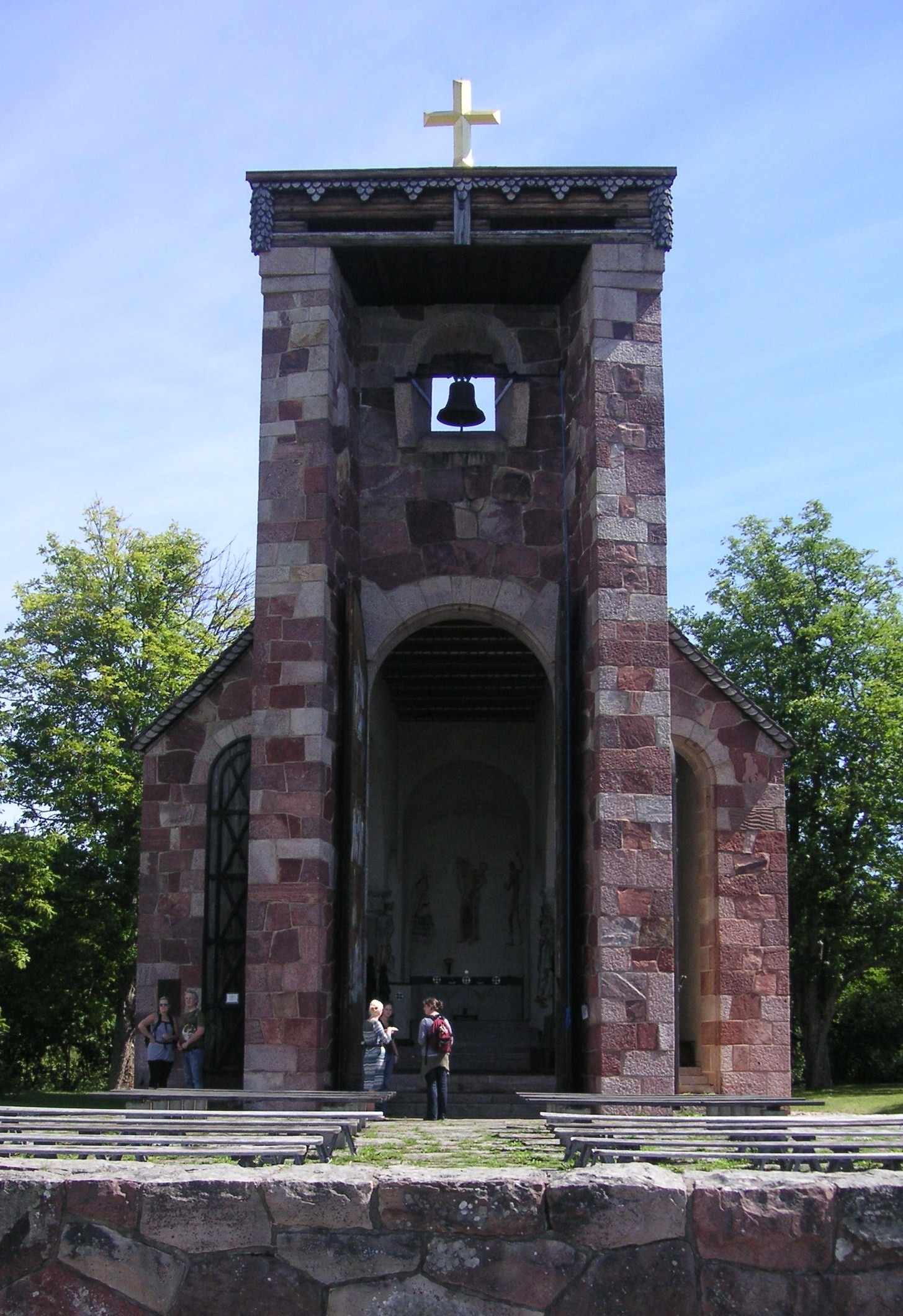
Ansgar-Kapelle auf Björkö

Auf dem höchsten Punkt der Insel, innerhalb der ehemaligen Wikinger-Burg, wurde im Jahr 1834 ein altertümliches Steinkreuz, das Ansgar-Kreuz, zur Erinnerung an Ansgars ersten Besuch auf Björkö errichtet. Im Südosten liegt die von Lars Israel Wahlman entworfene Ansgar-Kapelle, 1930 eingeweiht, gebaut aus rotem Sandstein der Insel und mit Skulpturen des Bildhauers Carl Eldh geschmückt. Daneben befindet sich das Dörfchen Björkö, das nunmehr aus nur zwei Anwesen besteht und das vermutlich genauso alt ist wie Birka.
Seit 1993 stehen Birka auf Björkö und das benachbarte Hovgården auf Adelsö auf der UNESCO-Welterbeliste. Im Jahr 1996 wurde in der Nähe des Gasthafens und der Landungsbrücke ein Museum eröffnet. Die Ausstellungen im Museum knüpfen an die Forschungsresultate über Birka und die Wikingerzeit an. Die Dauerausstellung besteht aus drei großen Modellen, die verschiedene Szenen aus dem täglichen Leben in Birka illustrieren. Vom Museum gehen während der Sommersaison verschiedensprachige Führungen aus. Ungefähr 200 Meter südlich vom Museum in einer kleinen Bucht demonstrieren Archäologen den Hausbau der Wikinger sowie den Bootsbau und verschiedene Handwerkskünste.
Die meisten und wichtigsten Fundstücke befinden sich nicht im Birka-Museum, sondern aus Sicherheitsgründen im Historiska Museet und im Königlichen Münzkabinett in Stockholm.
Birka beziehungsweise Björkö ist per Bootsfahrt durch die Schären des Mälaren erreichbar. Mit dem Auto kann man auch bis zu Hovgården auf Adelsö fahren und von dort ein Boot nehmen.